# Argema mimosae
Argema mimosae és una espècie de lepidòpter ditrisi de la família dels satúrnids (Saturniidae) que habita en la costa est d'Àfrica del Sud.

## Característiques
És d'aparença similar a Argema mittrei, de Madagascar, però més petita. En la seva forma adulta, poden mesurar de 10 a 12 centímetres d'envergadura i de 12 a 14 centímetres des del cap fins a l'extrem de les cues de les seves ales posteriors.
Les ales anteriors té un característic color plom apelfat en la vora. A més de les marques amb forma d'ulls, el color de les ales dona l'aparença de ser part del fullatge, especialment les parts més llargues de la cua simulen ser tiges seques.